# Västerstads distrikt
Västerstads distrikt är ett distrikt i Hörby kommun och Skåne län. 
Distriktet ligger söder om Hörby. 

## Tidigare administrativ tillhörighet
Distriktet inrättades 2016 och utgörs av socknen Västerstad i Hörby kommun.
Området motsvarar den omfattning Västerstads församling hade vid årsskiftet 1999/2000.